# Đurđevac
Đurđevac (kajk.: Đurđevec, mađ.: Szentgyörgyvár) je grad u Hrvatskoj.

## Gradska naselja
Grad se sastoji od 9 naselja: Budrovac, Čepelovac, Đurđevac, Grkine, Mičetinac, Severovci, Sirova Katalena, Suha Katalena i Sveta Ana.

## Geografske značajke
Grad Đurđevac smješten je u sjeveroistočnoj Hrvatskoj, a u upravno-administrativnom pogledu pripada Koprivničko-križevačkoj županiji. Đurđevac je područno središte ovog dijela Podravine; tu je smještena državna uprava, srednje škole, medicinske ustanove, trgovinski objekti, preko stotinjak tvrtki, galerija, kino te športski tereni. Središte je rimokatoličkoga Đurđevačkog dekanata.
Sam grad Đurđevac je smješten u podravskoj nizini, između dvije prirodno-geografske cjeline; između sjevernih obronaka Bilogore i rijeke Drave. U podravskoj nizini razlikujemo tri osnovna reljefna elementa: plodne terase, Đurđevečke peske i naplavni nizinski prostor. Na dodiru tih reljefnih cjelina nastao je grad Đurđevac. Njegov nastanak uvjetovan je prije svega povoljnim topografskim položajem za obranu u nesigurnim srednjovjekovnim vremenima. Današnji Stari Grad nastao je usred močvare na uzvišenom pješčanom humku. Najstariji dijelovi današnjeg Đurđevca nastali su također na uzvišenim pješčanim humcima okruženim vlažnim berečnim livadama.
U prometno-geografskom smislu Đurđevac je položen uz Podravsku magistralu, koja povezuje Varaždin i Osijek te predstavlja čvorište magistrale prema Bjelovaru i Zagrebu. Nizinom rijeke Drave, kroz Đurđevac prolazi i pruga koja spaja Osijek, Koprivnicu i Zagreb. Danas je Đurđevac udaljen sat i pol vremena vožnje automobilom i nešto više od dva sata vlakom od Zagreba, a manje od pola sata vožnje od regionalnih središta Koprivnice, Bjelovara i Virovitice, dok je do graničnog prijelaza s Mađarskom Gola potrebno pola sata.

## Stanovništvo

### Stanovništvo prijeratne općine Đurđevac
- 1991. – 40.901
- 1981. – 43.656
- 1971. – 47.788
- 1961. – 51.666
- 1953. – 54.243
- 1948. – 54.293

| broj stanovnika | 7393  | 8709  | 9399  | 10268 | 11147 | 12106 | 11517 | 11356 | 10634 | 10372 | 10132 | 9679  | 9468  | 9430  | 8862  | 8264  | 7378  |
|                 | 1857. | 1869. | 1880. | 1890. | 1900. | 1910. | 1921. | 1931. | 1948. | 1953. | 1961. | 1971. | 1981. | 1991. | 2001. | 2011. | 2021. |

| broj stanovnika | 4781  | 5604  | 6128  | 6180  | 6549  | 6987  | 6674  | 6319  | 6013  | 5842  | 5859  | 5967  | 6282  | 6845  | 6616  | 6349  | 5834  |
|                 | 1857. | 1869. | 1880. | 1890. | 1900. | 1910. | 1921. | 1931. | 1948. | 1953. | 1961. | 1971. | 1981. | 1991. | 2001. | 2011. | 2021. |

## Uprava
Đurđevac je administrativno, kulturno i gospodarsko središte đurđevačke Podravine.

## Povijest
Đurđevec se spominje od 1267. godine u ispravi kralja Bele, i 1334. u popisu župa Zagrebačke biskupije. U 15. stoljeću se razvio u gradsko naselje – trgovište. U 16. stoljeću je sjedište Đurđevečke kapetanije, a u 18. st. jedno vrijeme sjedište Đurđevečke pukovnije. Danas je mali gradić i središte Đurđevečke Podravine. Godine 1532. Sulejman I. Veličanstveni se vraća u Carigrad, poslije neuspjeha kod Kisega. Prolazi Podravinom i pljačka đurđevečki prostor. Oko đurđevečkog kaštela je podignut obrambeni zid, ispred ulazne kule ograđen je prostor, na završetcima zidova sagrađene su manje obrambene kule. Između kula je ulazni most, a od tog mosta, preko širokog pojasa močvare je dugi hrastov most koji vodi do naseljenog mjesta. Vlasnik grada tada je posljednji član obitelji Ernušt, Gašpar.
Nakon Gašparove smrti posjed i utvrda, nakon političkih previranja, dolaze u ruke kralja Ferdinanda I. koji Đurđevac, kao i utvrde Koprivnica i Prodavić (Virje) predaje u ruke kapetanu Luki Sekelju radi organiziranja obrane Podravine. Godine 1549. Sekelj će od kralja dobiti podatke o stanju utvrde: «Usred đurđevačke utvrde središnja je kula, koja ima tri kata, jedan iznad drugoga, ali nema krova, te je odmah potrebno podići krović. Na toj pokrivenoj kuli mogla bi se ubuduće održavati stalna straža, koj bi odatle mogla nadgledati cijelo polje uokolo utvrde i na vrijeme uočiti kretanje neprijatelja. Ta ista kula bi bila i najprikladnije mjesto za čuvanje barutnog praha, jer je suha i čvrsto je građena. Sada se barut čuva u prostorijama unutar utvrde, što je opasno, jer bi se moglo dogoditi, da u kakvom nesretnom slučaju, cijela utvrda bude rastepena od eksplozije….» Utvrda posjeduje tada još dva krilna zida, dvije okrugle kule, bez ikakvog naoružanja. 
Zbog relativno lošeg stanja utvrde došlo je do popravaka i pripremanja utvrde za tadašnji moderni način ratovanja. Godine 1552. Virovitica je 2. kolovoza predana Ulama-paši. Slijedi brzi napad prema Zapadu, ali Ulama-paša ne uspjeva osvojiti Prodavić (utvrdu u Virju), 8. kolovoza u velikom jurišu napada Đurđevac. U brzoj i krvavoj opsadi pogiba nekoliko turskih aga, a Ulama-paša se povukao. Spomenuti Ulama-paša s dobro opremeljenom vojskom brzo se povlači prema Kraljevoj Velikoj i Gradiški, preko Dubrave i Čazme zato što mu Petar Erdődy i knez Juraj Frankapan Slunjski dolaze niz Savu. Ulama-paša pokušava im doći iza leđa. Hrvatska vojska spalila je Gradišku i Kraljevu Veliku.  Brzina ovog taktičkog manevra Ulama-bega stvorila je među braniteljima đurđevačke utvrde legendu o lukavstvu i pečenom picoku, što je bilo donekle logično objašnjenje za iznenadno povlačenje turske vojske.
Sve do mira na Žitvi 1606. Podravina i đurđevačka utvrda poprište su krvavih obračuna između Hrvata s jedne strane i turske vojske, akindžija i Vlaha s druge strane.  Đurđevačka utvrda je i svjedok jedne junačke epizode, najvećeg od najvećih u ratnoj vještini, Nikole Šubića Zrinskog. Ban Nikola Zrinski 23. kolovoza 1554. s pratnjom dolazi u Đurđevac da bi se ogledao u viteškom dvoboju s bosanskim sandžakbegom Sofi Mehmed-pašom. Mehmed je tražio od bana da pusti na slobodu nekoga zarobljenog turskog vojvodu Murata, ovaj to nije htio učiniti dok mu Osmanlije ne povrate zarobljene kršćanske sužnje. Ne zna se je li ban pozvao sandžaka na dvoboj ili obratno. 
Prvih dana srpnja 1554. znalo se već po Hrvatskom Kraljevstvu da će se Zrinski ogledati s bosanskim sandžakom na junačkom mejdanu. Ban Nikola je dvoboj dogovorio 24. kolovoza na otvorenom polju kod grada Đurđevca, onamo neka dođe sandžak, pa će «koplja lomiti». Skupljali su se pred Đurđevcom različiti kapetani iz Ugarske i Hrvatske sa svojim postrojbama, kao Krsto Nadaždi, Luka Sekelj, Ivan Alapić, Franjo Tahi, Pavao Ratkay i drugi. Na rečeni dan nije bilo vidjeti ni Mehmed-paše ni drugih Turaka. Paša boravi blizu Banje Luke. 
Nakon 1632. prestaju značajnije provale Osmanlija u Podravinu, stanovništvo jača pa je tako utvrda uspješno obavila svoju povijesnu ulogu obrane. Godine 1657. opis i sliku tadašnje utvrde daje poznati kraljevski inženjer i graditelj Martin Stier. Stier je dao procjenu preuređenja utvrde u visini 6.555 forinti. Utvrda nikada nije obnovljena prema Stierovom planu pa je tako i dalje ostala – Ernuštov kaštel. Značaj utvrde opada, glavne vojne operacije sele se na Istok, izostale su vojne fortifikacije 17. i 18. st. pa nam je renesansni wasserburg ostao do današnjih dana. Utvrda ni u sustavu Vojne krajine nikada nije imala status strateške utvrde nego samo taktičke utvrde manjeg značaja. Ipak u samom Đurđevcu je sjedište pukovnije koja se nazvala Đuroki, pod brojem 6, do osnutka grada Bjelovara. Nakon toga, do dokinuća Vojne krajine, u Đurđevcu se nalazi sjedište kapetanije broj 7. Prvi zapovjednik utvrde bio je, već spomenuti Luka Sekelj, barun od Fridaua, a zadnji Franjo Vilim, grof Hohenembs. Prvi zapovjednik regimente Đuroka (Đurđevačke pukovnije) 1746. postao je barun Nikola Lengyel, a posljednji je 1869. postao Ivan Vasilio. 
Vojna krajina je 1871. ukinuta. Ističemo zapovjednika regimente (od 1852.) Vatroslava Čivića, pl. Rohra koji je rukovodio iskopom kanala što je omogućilo isušivanje močvarnog područja. Taj najduži kanal u Đurđevcu, njemu u čast, naziva se Čivićevac.
Godine 1859. Čivić, pl. Rohr postaje brigadni general. Župnik Franjo Milinković 1825. u Spomenici župe opisuje Stari grad koji je u njegovo vrijeme na katu imao dvije velike palače (dvorane), četiri sobe i dvije kuhinje. U donjem dijelu nalazili su se golemi podrumi i velika staja pod boltom. 1892. do 1909. u Starom gradu smještena je Djevojačka đurđevačka škola koju vode Sestre Milosrdnice. Krajem 18. i poč. 19. st. u okolici Đurđevca sadio se bijeli dud za uzgoj dudovog svilca. Spomenuti župnik Milinković zapisao je 1824. da se u dvorištu Starog grada nalazila zidana zgrada (predionica) u kojoj su se svake godine iz svilčevih čahura vadile svilene niti i slale u Osijek na tkanje. Đurđevac je, ponajprije zahvaljujući nalazištima plina u okolici, doživio značajnu modernizaciju u 20. stoljeću.

## Gospodarstvo
Na temelju Zakona o područjima županija, gradova i općina u Republici Hrvatskoj, Grad Đurđevac ima status grada. Đurđevac graniči sa sljedećim općinama Koprivničko-križevačke županije: Kloštar Podravski, Kalinovac, Ferdinandovac, Novo Virje, Molve i Virje te s Bjelovarsko-bilogorskom županijom, odnosno općinama Velika Pisanica, Šandrovac i Veliko Trojstvo.
Broj ekonomski aktivnog stanovništva u 2001. godini iznosio je 3998 (45,1 % ukupnog stanovništva). Stopa nezaposlenosti iznosi visokih 18 %. Prihode od rada ostvaruje 3055 osoba (34,4 % stanovnika), a u Republici Hrvatskoj takve prihode ostvaruje 33,7 % stanovnika.
Većina gospodarskih subjekata smještena je u Gradu Đurđevcu. Najveći industrijski kompleksi smješteni su u zoni Istok, a posljednjih nekoliko godina počela se formirati industrijska zona Zapad. 
U Đurđevcu prevladavaju mliječna i mesna industrija te industrijska prerada drva.
Šumarstvo je kao gospodarska grana značajno prisutno na području grada, što se vidi već iz toga što su najveće površine grada prekrivene šumama, a gospodarske šume pri tome zauzimaju gotovo 46,3 % teritorija grada. Osnovna podjela šuma je na bilogorske šume, đurđevačke nizinske šume i šume na pijescima. Na Bilogori su šume prirodna sukcesija, dok su šume na pješčanim podlogama sjeverno od Đurđevca nastale kao posljedica ljudskog djelovanja – kultiviranja tla.
Čak 80,5 % kućanstava posjeduje poljoprivredno gospodarstvo, ali veći dio njih ne smatra se poljoprivrednim stanovništvom jer im to ne predstavlja glavni izvor prihoda, već samo dopunski izvor djelatnosti i zarade. Posljedica toga je i sve veće usitnjavanje posjeda. Udio aktivnog poljoprivrednog stanovništva u ukupnom aktivnom iznosi 16 %.
Na području grada Đurđevca vrši se eksploatacija plina, pijeska i šljunka. Mineralna sirovina kojom je prostor đurđevačke Podravine najbogatiji prirodni je plin. Glavna ležišta plina nalaze se na slojevima miocenskih karbonata (Molve), donjotrijaskih kvarcita (Kalinovac), srednjotrijaskih dolomita (Molve, Kalinovac), na dubini 3500 – 4000 metara, pod iznimno visokim tlakom (500 bara) i pri temperaturi 180 – 200 °C.
Eksploatacija plina vrši se na eksploatacijskim poljima INA-naftaplina. Na području grada smještene su dvije aktivne plinske bušotine (Mol-31 i Kal-14). Eksploatacija pijeska i šljunka vrši se na eksploatacijskom polju Gat (Separacija) površine od cca 50,0 ha. U nedavnoj prošlosti pijesak se eksploatirao na području topografskog naziva Đurđevački pijesci (eksploatacijska polja Đurđevački pijesci I. i II.), a šljunak na obroncima Bilogore (Čepelovac I. i II.).

## Poznate osobe
- Ivan Fuček – hrvatski katolički svećenik
- Mladen Markač – zapovjednik specijalnih redarstvenih jedinica MUP-a Republike Hrvatske u vrijeme Domovinskog rata.
- Emanuel Braun – industrijalac, dobrotvor
- Šandor Braun – industrijalac, dobrotvor
- Ludwig Braun – industrijalac, dobrotvor
- Boris Braun – agronom
- Petar Šegrt – nogometni trener
- Željko Balen – nogometni trener
- Mato Lešćan – skladatelj, glazbeni pedagog, muzikolog
- Ivan Hodić - šumarski stručnjak
- Krunoslav Jakupčić - šumarski stručnjak

## Spomenici i znamenitosti
- Stari grad Đurđevac
- Crkva sv. Jurja
- Đurđevački pijesci
- Park-šuma Borik

## Obrazovanje
- Gimnazija dr. Ivana Kranjčeva (gimnazija-ikranjceva-djurdjevac.skole.hr)
- Osnovna škola Đurđevac (os-djurdjevac.skole.hr)
- Strukovna škola Đurđevac (ss-strukovna-djurdjevac.skole.hr)
- Dječji vrtić "Maslačak"

## Kultura
- Picokijada – Legenda o picokima (zadnji vikend u mjesecu lipnju)
- "Podravina od leta do leta" – povorka aranžiranih kola s folklornim i etnografskim nasljeđem i običajima Podravaca.
- međunarodni Dječji glazbeni festival "Kukuriček" (od 2003.)[4]
- KUD Petar Preradović – folklorna skupina iz Đurđevca

## Šport
U okviru Zajednice športskih udruga, u Đurđevcu trenutno djeluje 17 športskih klubova s preko 600 aktivnih športaša, od kojih mnogi postižu zapažene rezultate. Najznačajnije športske uspjehe postigli su Streljački klub "Radnik" Đurđevac ,Rukometni klub "Đurđevac LK", Karate klub Đurđevac i Teakwondo klub "Borik" Đurđevac. Od nogometnih klubova djeluju, NK Graničar Đurđevac, NK Mičetinac i NK Vinogradar Čepelovac.

## Vanjske poveznice
- Službena stranica Grada Đurđevca
- Gradska knjižnica Đurđevac